# Alfarràs
Alfarràs település Spanyolországban, Lleida tartományban. Alfarràs Algerri, Almenar, Castillonroy, Ivars de Noguera és Albelda községekkel határos. Lakosainak száma 2778 fő (2024).

## Népesség
A település lakosságának változását az alábbi diagram mutatja:
| Lakosok száma | 88   | 586  | 1782 | 2730 | 3137 | 3137 | 3155 | 3003 | 2797 | 2778 |
|               | 1717 | 1887 | 1936 | 1960 | 1986 | 2004 | 2009 | 2014 | 2019 | 2024 |